# Mariene ecoregio Aleoeten
De Mariene ecoregio Aleoeten (53) (Engels: Aleutian Islands marine ecoregion) is een biogeografische regio en ligt in het noorden van de Grote Oceaan in de Mariene provincie Koude Gematigde Noordoostelijke Stille Oceaan (10) in het Marien rijk Gematigde Noordelijke Stille Oceaan. De mariene ecoregio is vastgesteld door het World Wide Fund for Nature en The Nature Conservancy en is vernoemd naar de Aleoeten.
In het oosten grenst het gebied aan de mariene ecoregio Golf van Alaska (54), in het noordoosten aan de mariene ecoregio Oostelijke Beringzee (14) en in het westen aan de mariene ecoregio Kamtsjatkakust en -plat (46).

## Geografie
De mariene ecoregio ligt in het noorden van de Grote Oceaan rondom de eilandengroep Aleoeten in de Amerikaanse staat Alaska. Het gebied ligt voor het noordelijk deel in de Beringzee en strekt zich uit van de wateren rond het eiland Attu in het westen tot aan de westkust van Unimak Island.
Door het gebied stroomt de Aleoetenstroom en de Beringzeegyre.

## Biogeografie
Het gebied kent zeeleven dat houdt van gematigde temperaturen.